# ۹۱۲ (قمری)
۹۱۲ (قمری)، نهصد و دوازدهمین سال در گاهشماری هجری قمری است. اول محرم این سال برابر با سوم ژوئن سال ۱۵۰۶ میلادی است.